# پیتزو مالورا
پیتزو مالورا (به لاتین: Pizzo Malora) یک کوه در سوئیس است که در کانتون تیچینو واقع شده‌است. پیتزو مالورا ۲٬۶۴۰ متر بالاتر از سطح دریا واقع شده‌است.